# 크리스 헨리 (와이드 리시버)

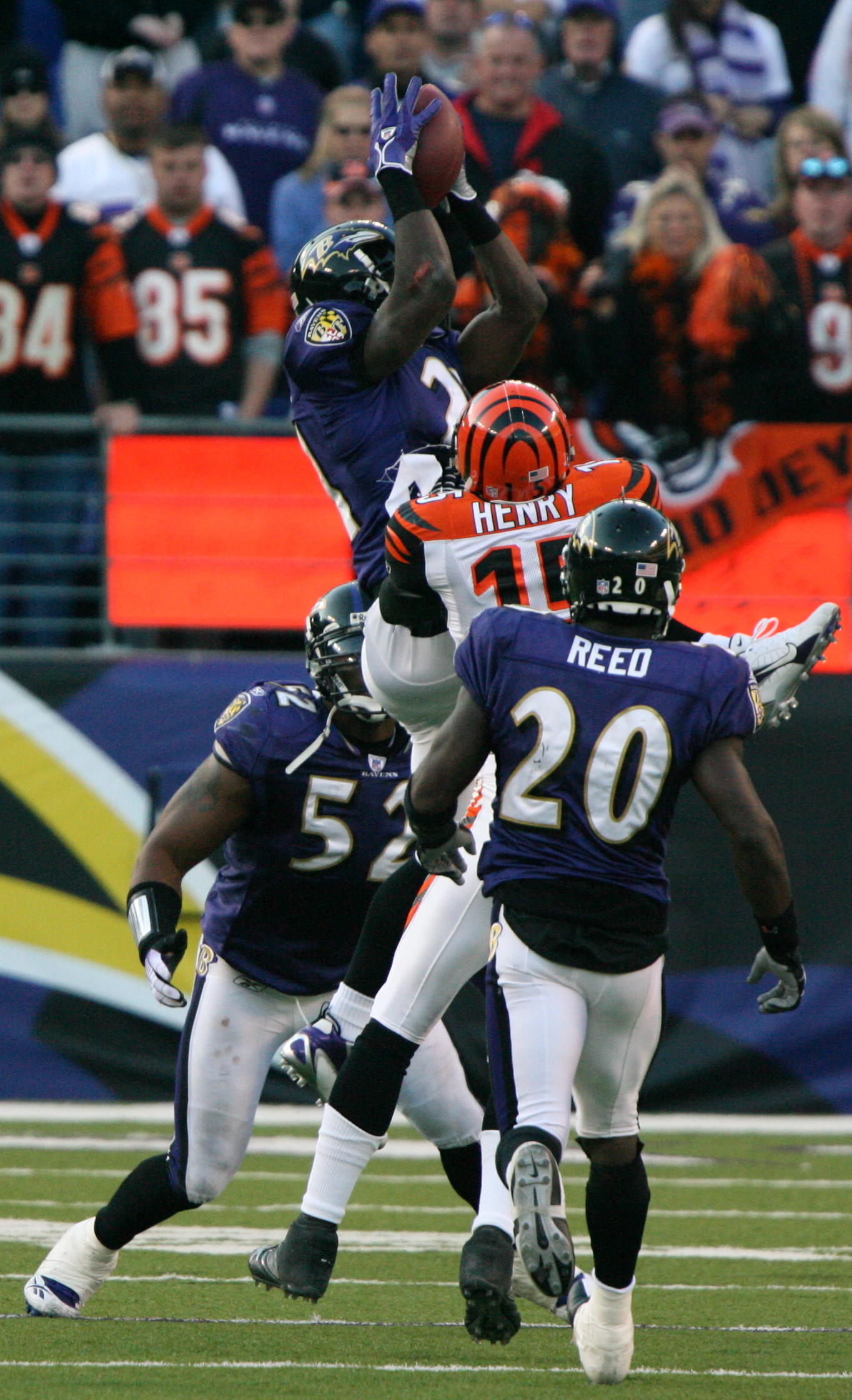
2006년 모습

크리스 헨리(Chris Henry, 1983년 5월 17일 – 2009년 12월 17일)는 신시내티 벵골스의 내셔널 풋볼 리그(NFL)에서 5시즌을 뛰었던 미식축구 와이드 리시버였다. 웨스트 버지니아에서 대학 미식축구 경기를 했으며 2005 NFL 드래프트 3라운드에서 벵갈스에 의해 드래프트되었다.
헨리는 2009년 12월 17일 약혼녀가 운전하던 트럭에서 말다툼 끝에 끌려가다 사망했다. 부검 결과 헨리는 선수 생활 중 반복적인 머리 타격으로 인해 만성 외상성 뇌병증(CTE)에 걸린 것으로 나타났다. CTE는 부검을 통해서만 확실하게 진단할 수 있고 헨리는 사망했을 때 여전히 NFL에서 활동하고 있었기 때문에 헨리는 활동적인 선수가 사망하고 CTE로 진단될 수 있는 첫 번째 사례를 대표했다.